# لاسي كورهونين
لاسي كورهونين (بالفنلندية: Lasse Korhonen)‏ هو لاعب هوكي الجليد فنلندي، ولد في 1 أبريل 1984 في هلسنكي في فنلندا.

## وصلات خارجية
- لاسي كورهونين على موقع EliteProspects.com (الإنجليزية)
- لاسي كورهونين على موقع HockeyDB.com (الإنجليزية)